# Дієго Гавілан
Дієго Гавілан (ісп. Diego Gavilán; нар. 1 березня 1980, Асунсьйон) — парагвайський футболіст, що грав на позиції півзахисника. Надалі — футбольний тренер.
Виступав, зокрема, за клуби «Ньюкасл Юнайтед» та «Ньюеллс Олд Бойз», а також національну збірну Парагваю. Учасник чемпіонатів світу 2002 і 2006 років

## Клубна кар'єра
Народився 1 березня 1980 року в місті Асунсьйон. Вихованець футбольної школи клубу «Серро Портеньйо». 28 вересня 1997 року в матчі проти «Атлетіко Темпетарі» він дебютував у парагвайському чемпіонаті, взявши загалом участь у 24 матчах чемпіонату.
Своєю грою за цю команду привернув увагу представників тренерського штабу клубу «Ньюкасл Юнайтед», до складу якого приєднався 1999 року. Сума трансферу склала 2 млн фунтів. У віці 19 років Гавілан дебютував у Прем'єр Лізі у поєдинку проти «Сандерленда». Незважаючи на старання парагвайця, він не був футболістом основного складу, частіше виходячи на заміну. У квітні 2000 року в матчі проти «Ковентрі Сіті» він забив свій перший і єдиний гол за «Ньюкасл». Втративши місце в основі Дієго виступав на правах оренди за мексиканський «Естудіантес Текос», італійський «Удінезе» і бразильський «Інтернасьйонал», контракт з яким він підписав після закінчення угоди з «Ньюкаслом» у 2004 році. У складі нової команди Гавілан двічі виграв Чемпіонат штату Ріу-Гранді-ду-Сул і став віце-чемпіоном Бразилії в 2005 році.
На початку 2006 року Дієго підписав контракт з аргентинським «Ньюеллс Олд Бойзом», у складі якого провів наступні два роки своєї кар'єри гравця, не будучи футболістом основи. У 2007 році він повернувся до Бразилії, де без особливого успіху виступав за клуби «Греміо», «Фламенго» та «Португеза Деспортос».
На початку 2009 Гавілан перейшов в «Індепендьєнте» (Авельянеда). 16 лютого в матчі проти «Сан-Мартіна» він дебютував у новій команді. За клуб він зіграв 5 матчів після чого повернувся на батьківщину, де уклав контракт із «Олімпією». 8 лютого 2010 року в поєдинку проти «Такуарі» Дієго дебютував у команді. Через відсутність ігрової практики він покинув клуб в кінці року.
Завершив професійну ігрову кар'єру у клубі «Хуан Ауріч», за який зіграв 4 матчі в 2011 році.

## Виступи за збірну
28 квітня 1999 року дебютував в офіційних іграх у складі національної збірної Парагваю в товариському матчі проти збірної Мексики.
У складі збірної був учасником розіграшу Кубка Америки 1999 року у Парагваї. На турнірі він взяв участь в матчах проти збірних ПАР і Іспанії, а також у програному поєдинку 1/8 фіналу проти Німеччини. У 2006 році Дієго знову потрапив у заявку збірної на поїздку на чемпіонат світу 2006 року у Німеччині. На турнірі він був футболістом резерву і не взяв участі в жодному матчі.
2007 року припинив виступи за збірну. Протягом кар'єри у національній команді, яка тривала 9 років, провів у формі головної команди країни 43 матчі.

## Тренерська кар'єра
2012 року Гавілан отримав тренерську ліцензію і наступного року став працювати з юнацькою (U-15) командою рідного «Серро Портеньйо». В команді він розкрив Серхіо Діаса, який в майбутньому перейшов у мадридський «Реал».
Почав свою кар'єру головного тренера в 2014 році на чолі клубу «Олімпія» (Іта) з другого за рівнем парагвайського дивізіону. У 2015 році він працював у клубі «Індепендьєнте» (Асунсьйон) з цього ж дивізіону.
У червні 2016 року увійшов до тренерського штабу клубу «Рубіо Нью» з вищого дивізіону Парагваю, але вже в серпні перейшов в тренерський штаб клубу «Депортіво Капіата», також з елітного дивізіону Парагваю. У кінці грудня 2016 року прийняв на себе обов'язки головного тренера команди, але через ранній виліт з Кубка Лібертадорес 2017 року і погані результати в Апертурі 2017 року був відсторонений від посади 8 квітня 2017 року.
12 травня 2017 року Гавілан став головним тренером клубу «Спортіво Трініденсе», але команда закінчила Апертуру на останньому 12 місці, після чого Гавілан в липні покинув клуб.
14 серпня 2017 року очолив клуб «Соль де Америка».